# Монтроуз (Міссісіпі)
Монтроуз (англ. Montrose) — місто (англ. town) в США, в окрузі Джеспер штату Міссісіпі. Населення — 104 особи (2020).

## Географія
Монтроуз розташований за координатами 32°7′32″ пн. ш. 89°14′4″ зх. д. / 32.12556° пн. ш. 89.23444° зх. д. (32.125665, -89.234386).  За даними Бюро перепису населення США в 2010 році місто мало площу 7,03 км², уся площа — суходіл.

## Демографія
Згідно з переписом 2010 року, у місті мешкало 140 осіб у 59 домогосподарствах у складі 44 родин. Густота населення становила 20 осіб/км².  Було 80 помешкань (11/км²).
Расовий склад населення:
| - 84,3 % — білих - 15,0 % — чорних або афроамериканців - 0,7 % — корінних американців |

До двох чи більше рас належало 0,0 %. Частка іспаномовних становила 0,0 % від усіх жителів.
За віковим діапазоном населення розподілялося таким чином: 19,3 % — особи молодші 18 років, 65,7 % — особи у віці 18—64 років, 15,0 % — особи у віці 65 років та старші. Медіана віку мешканця становила 43,5 року. На 100 осіб жіночої статі у місті припадало 84,2 чоловіків;  на 100 жінок у віці від 18 років та старших — 91,5 чоловіків також старших 18 років.
Середній дохід на одне домашнє господарство  становив 59 684 долари США (медіана — 46 500), а середній дохід на одну сім'ю — 73 668 доларів (медіана — 51 250). Медіана доходів становила 44 500 доларів для чоловіків та 30 714 долари для жінок. За межею бідності перебувало 23,1 % осіб, у тому числі 16,7 % дітей у віці до 18 років та 35,0 % осіб у віці 65 років та старших.
Цивільне працевлаштоване населення становило 40 осіб. Основні галузі зайнятості: освіта, охорона здоров'я та соціальна допомога — 45,0 %, виробництво — 25,0 %, будівництво — 12,5 %, роздрібна торгівля — 10,0 %.